# Ferdinand Reich

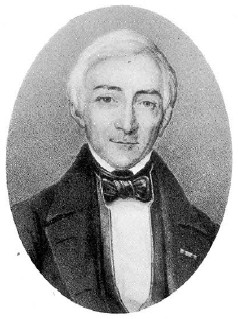
Ferdinand Reich.

Ferdinand Reich, född 19 februari 1799 i Bernburg, död 27 april 1882 i Freiberg, var en tysk bergsingenjör och kemist.
Reich blev 1824 professor i fysik och teoretisk kemi vid Bergsakademien i Freiberg. Han förbättrade svavelsyretillverkningen genom att införa regelbundna analyser av rostgaserna, men är mest känd genom sin upptäckt tillsammans med Theodor Richter 1863 av metallen indium i zinkblände från Freiberg.